# Lorenzo Normante
Lorenzo Normante y Carcavilla (Berdún, 9 de agosto de 1759 - Madrid, 1813) fue un economista español. Fue catedrático de economía civil y comercio en la Real Sociedad Económica Aragonesa de Amigos del País, la primera cátedra de economía política que se creó en España.

## Biografía
Estudió en la Universidad de Huesca, donde obtuvo el título de Bachiller en Cánones (Derecho canónico) y en la Universidad de Zaragoza, donde obtuvo el Bachiller en Leyes y el doctorado en Cánones. Fue miembro de la Real Sociedad Económica Aragonesa de Amigos del País desde febrero de 1781, siendo su secretario segundo.
En 1784, la Real Sociedad Económica Aragonesa de Amigos del País creó la cátedra de economía civil y comercio, pública, libre y gratuita, haciéndose cargo como catedrático Lorenzo Normante. Normante atacaba el inmobilismo económico de la nobleza feudal aragonesa y los bienes en manos muertas, por lo que fue atacado por los sectores más reaccionarios.
En noviembre de 1786, el cura Diego José de Cádiz, fraile capuchino y predicador reaccionario, trató de desacreditar a la Sociedad Económica y denunció ante la Inquisición algunas de las enseñanzas de Normante, consideradas heréticas. Según él, Lorenzo Normante defendía el lujo y la usura y cuestionaba algunos aspectos de la Iglesia, como la entrada en religión de los menores de veinticuatro años o el celibato religioso. Gracias al apoyo del conde de Floridablanca, Pedro Rodríguez de Campomanes o Félix O'Neille, pudo desmentir tales calumnias.
En 1801 se trasladó a Madrid para ocupar una plaza de oficial en la Secretaría de Estado. Falleció en dicha ciudad en 1813.

## Obras
Es autor de algunos libros sobre Economía, en los que recogió ideas de otros autores: 
- Discurso sobre la utilidad de los conocimientos económico-políticos (1784),
- Proposiciones de economía civil y comercio (1785)
- Espíritu del señor Melón (1786)